# 日高徹
日高 徹（ひだか とおる、1949年 - ）はプログラム技術者、雑誌ライター。新日本プログラミング（「新日プロ」と略す）初代総帥。ゲーム保存協会名誉会員第1号。栃木県宇都宮市出身。趣味はトレーニング、旅行、うたた寝。

## 来歴
早稲田大学商学部卒。就職後、一度転職を経て、自動車部品のメーカーであるカーメイトで営業職をしていた。
1980年代前半にコンピュータゲームのブームが起こり始めていることを察して社内で話題にしたところ、カーメイトでもゲーム事業へ進出することになり、言い出しっぺとして日高が開発することになった。日高はそれまでコンピュータには一切触れたことがなく、大学も文系で情報処理などの知識も無かったのだが、車を買うために貯めていた資金をパソコンに注ぎ込み、わずか10ヶ月でオールマシン語の処女作『ホーンテッドケイブ（幽霊洞窟）』を完成させる。結局この1作のみでカーメイトはゲーム事業から撤退することになるが、プログラマーとしてやっていく自信を持った日高は、退職してフリーの道を選ぶ。
その後は主にエニックスでゲーム開発に参加する傍ら、自らの経験をもとにプログラミングの参考書を多数執筆した。当初はマシン語を扱ったものが多かったが、時代の変化に伴いVisual BasicやDelphiなどの高級言語を扱ったものも上梓している。題材はゲームプログラミングが多いが、サウンド、グラフィックなど多岐に亘っている。
パソコン雑誌でも連載を持っていた。PCマガジンでの連載開始時、肩書を「新日本プロレス」にあやかった「新日本プログラム」総帥としたところ、編集部が連載名を「SR燃える闘魂シリーズ」と名付けたため、第2回から更に開き直って「新日本プログラミング」に改称した（新日本プロレスの正式名称が「新日本プロレスリング」であるため）。この名称の通り日高はプロレスファン（アントニオ猪木ファン）であり、記事中の雑談やプログラミングテクニックの喩え話がプロレスネタであることがお約束だった。
その後2018年現在も、（ほぼ個人によるものであるが）「新日本プログラミング」の活動として、出版社が倒産した書籍の在庫やプログラムを書き込んだメディアの通信販売などを行っている。

## 主なゲーム作品
メイン開発者としての参加ではなく、移植担当や技術提供のみの作品も含む。特記無きものはエニックス発売。
- 「ホーンテッドケイブ（幽霊洞窟）」（カーメイト・ベルソフト事業部）
- 「マジックガーデン」
- 「エルドラド伝奇」
- 「地球戦士ライーザ」
- 「北斗の拳」
- 「ジーザス」
- 「ガンダーラ」
- 「ウルティマ I」（ポニーキャニオン）
- 「バーニングポイント」
- 「プラジェータ」
- 「AD&D プール・オブ・レイディアンス」（ポニーキャニオン）
- 「ジーザス2」

## 主な著書

### アスキー出版刊
- PC-8801mkIISR マシン語ゲームプログラミング ISBN 4-87148-166-2
- PC-9801シリーズ マシン語ゲームプログラミング（青山学との共著）
- X1 マシン語ゲームプログラミング（河野清隆との共著）
- PC-8801シリーズ マシン語サウンドプログラミング
- PC-9801シリーズ マシン語サウンドプログラミング（青山学との共著）
- Quick C2.0ゲームプログラミング（青山学との共著）
- Quick Basic/VisualBasicゲームプログラミング PC-9801シリーズ（青山学との共著）

### 小学館刊
- PC-8801シリーズ マシン語ゲームグラフィックス
- PC-9801シリーズ マシン語ゲームグラフィックス（青山学との共著）
- PC-8801シリーズ マシン語マスターバイブル

### 啓学出版刊
- PC-8801シリーズ はじめてのマシン語 ISBN 4-7665-0274-4
- PC-9801シリーズ はじめてのマシン語（青山学との共著）
- Z80 マシン語秘伝の書
- 8086 マシン語秘伝の書（青山学との共著）
- 燃える闘魂マシン語伝説 I〜IV
- X68000版 ゲームマシン語・入門編（西敬史との共著）

### 新紀元社刊
- 98版 ゲームマシン語入門
- X68000版 ゲームマシン語シューティング（西敬史との共著）
- DSP入ってますか?
- DOS/V版 ゲームマシン語入門
- メイキング オブ コンピュータRPG
- プログラムが動く世界を覗く パソコンLOVE!

### ソフトバンクブックス刊
- Delphi2.0 ゲームプログラミングの応用50例 パワープログラミング編
- Delphi2.0 ゲームプログラミングの応用50例 トータルプログラミング編
- Visual Basic ゲームプログラミングの応用50例 パワーテクニック編
- Visual Basic ゲームプログラミングの応用50例 トータルテクニック編
- Visual Basic スーパープログラミング
- Delphiゲームプログラミングのエッセンス